# ジョヴァンニ・バッティスタ・ブガッティ

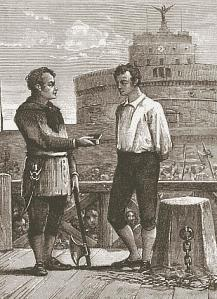
死刑を行う前に有罪を宣告された囚人に嗅ぎタバコを提供している、19世紀の木版から。

ジョヴァンニ・バッティスタ・ブガッティ（Giovanni Battista Bugatti、1780年 - 1869年）は、1796年から1865年までの間、教皇領からローマ共和国へと代わり再び教皇領へと戻った激動の時代に死刑執行人を務めた人物。任期中に516人の処刑を実行した。
最初は斧による斬首刑を行っていたが、教皇領がフランスに占領されると、フランスから持ち込まれたギロチンでの死刑を行うようになった。そして、ナポレオン体制が倒れたことにより、1814年1月24日に教皇領がウィーン会議で復活した後にも、フランス人によって持ち込まれたギロチンに対する嫌悪にもかかわらず、それが人道的な処刑方法であると考えられ、ギロチンによる死刑は1816年には復活していた。

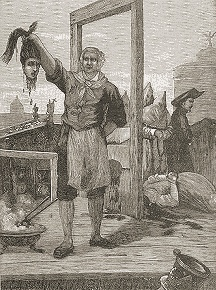
ギロチンによる死刑執行を行う姿

ブガッティは復活した教皇領で最初の死刑執行を行った。1816年10月2日にトンマーゾ・ボルゾーニ（Tommaso Borzoni）という強盗殺人犯に対する執行がそれである。
ブガッティは教皇領で最も長く死刑執行人を務め、ローマの腐敗または正義の支配者とあだ名された。85歳の時に毎月30スクードの年金を受けて、ピウス9世 (ローマ教皇)の手によって引退した。後任にはアントニオ・バルドゥッチが就任した。